# Plectris micans
Plectris micans är en skalbaggsart som beskrevs av Kirsch 1885. Plectris micans ingår i släktet Plectris och familjen Melolonthidae. Inga underarter finns listade i Catalogue of Life.